# 印度鸭嘴草
印度鸭嘴草（学名：Ischaemum indicum）为植物界维管植物禾本目禾本科鸭嘴草属下的一个种。該物種分佈於台灣低海拔開闊的草地。葉片長20釐米，葉舌為半圓形，上緣有纖毛。

## 扩展阅读
- 維基物種上的相關：印度鸭嘴草